# Ian Livingstone
Ian Livingstone (1949, Prestbury, Reino Unido) en un escritor inglés de literatura fantástica y empresario. Es el coautor, junto a Steve Jackson, del primer libro juego de la colección 
«Lucha Ficción» (Fighting fantasy en inglés) El hechicero de la montaña de fuego, y es cofundador de la compañía Games Workshop.

## Carrera profesional

### Games Workshop
Livingstone fundó Games Workshop en 1975, conjuntamente con Steve Jackson, con la que comenzó a distribuir el juego de rol Dungeons & Dragons en ese mismo año. Bajo la dirección de ambos, Games Workshop creció hasta convertirse en una gran empresa productora y distribuidora. En junio de 1977, en parte para hacer la promoción de la apertura de la primera tienda de Games Workshop, Livingstone y Jackson publicaron el primer número de la revista White Dwarf. A partir de entonces fueron abriendo sucesivamente nuevas tiendas y, junto con Bryan Ansell, fundaron la compañía Citadel Miniatures para producir figuras en miniatura para sus juegos.

### Lucha Ficción (Fighting Fantasy)
En 1981, Jackson y Livingstone pensaron mezclar los juegos de rol con los libros juego, creando la serie de Lucha Ficción (Fighting fantasy). El primer número fue escrito entre los dos pero, siguiendo las instrucciones de los editores de Penguin Books de escribir más libros «cuanto antes», escribieron los siguientes por separado. La serie ha vendido más de 14 millones de ejemplares, siendo el libro juego Laberinto mortal el más vendido (solamente en el Reino Unido se vendieron 300.000 copias).

### Videojuegos
En la mitad de los años 80, Livingstone diseñó algunas partes de videojuegos para la compañía Domark. En 1993 volvió a la empresa, pero además como inversor principal y miembro directivo. En 1995 Domark fue adquirida por Eidos, formándose Eidos Interactive. Livingstone abandonó la compañía en mayo de 2005 después de que ésta fuera absorbida por SCi. En septiembre volvió a SCi con el puesto de directivo. En 2007 fue lanzada Tomb Raider: Anniversary (una versión mejorada de Tomb Raider(1996)), en la que contribuyó algunas partes. En 2009 Eidos fue comprada por Square-Enix y a Livingstone se le dio el puesto de presidente de Eidos, al cual renunció en 2013.
En 2014 Ian Livingstone apareció en la película documental From Bedrooms to Billions (2014) la cual relata la historia de la industria de los videojuegos británicos desde 1979 hasta 2014. De 2015 a 2022 Livingstone fue el presidente no ejecutivo de Sumo Group. Actualmente es un socio general de Hiro Capital.

## Premios
- En 2002, recibió el galardón de la Academia Británica de las Artes Cinematográficas y de la Televisión (BAFTA) por sus contribuciones a la comunidad.
- En 2006, Livingstone fue nombrado comendador de la Orden del Imperio Británico, por «Servicios a la industria de los Videojuegos».